# Страшные монстры
«Страшные монстры» (англ. «Scary Monsters») — 14-й эпизод 9-го сезона сериала «Секретные материалы». Премьера состоялась 14 апреля 2002 года на телеканале FOX. Эпизод принадлежит к типу «монстр недели» и никак не связан с основной «мифологией сериала», заданной в первой серии.
Режиссёр — Дуайт Х. Литтл, автор сценария — Томас Шнауз, приглашённые звёзды — Джоли Дженкинс, Гэвин Финк, Скотт Полин, Брайан Пот, Стив Райан и Роберт Беквит.
В США серия получила рейтинг домохозяйств Нильсена, равный 5,1, который означает, что в день выхода серию посмотрели 8,2 млн человек.
Главные герои сериала — агенты ФБР, расследующие сложно поддающиеся научному объяснению преступления, называемые Секретными материалами. Сезон концентрируется на расследованиях агентов Даны Скалли (Джиллиан Андерсон), Джона Доггетта (Роберт Патрик) и Моники Рейс (Аннабет Гиш).

## Сюжет
Агент Лейла Харрисон берёт Рейс и Доггетта в поездку в горы после того, как женщина ударила себя ножом шестнадцать раз, и её овдовевший муж перестал разрешать кому-либо видеть их сына. Вскоре все трое обнаруживают, что воображение мальчика порождает живых жукоподобных существ-убийц.